# 里布尼齊亞河 (德涅斯特河左支流)
里布尼齊亞河（烏克蘭語：Рибниця），是東歐的河流，位於烏克蘭和摩爾多瓦，屬於德涅斯特河的左支流，發源自彼得里夫卡西南面，河道全長55公里。